# 菸酒槍炮及爆裂物管理局
（縮寫：ATF）是一个隶属于美国司法部的政府單位，其职责包括调查和防止涉及非法使用、制造和持有枪支和爆炸物的联邦罪行；纵火和爆炸行为；以及非法贩运和逃税的酒精和烟草产品。ATF还通过许可证监管在跨州商业中销售、持有和运输枪支、弹药和爆炸物。ATF的许多活动是与由州和地方执法人员组成的特遣队共同开展的。 
ATF在马里兰州贝尔茨维尔设有一座独特的火灾研究实验室，可以重建犯罪纵火的全尺寸模型。2021年，ATF有5,285名员工，年度预算几乎达到15亿美元。ATF因其在红宝石山脊事件、韦科惨案等事件中的处理而受到批评。

## 争议
ATF对于枪支类型的分类，弹匣容量的限制，枪支零部件的定义缺乏合理性，并且过度干预枪支合法持有者。比如通过更改或者扩大对于某些属于的意思来影响枪支的合法拥有和使用，通过采用不同的不合理解释，对合法行为进行限制或者对合法枪支所有者实施不适当的惩罚。因为不公平和不合理的结果。甚至导致ATF收到不同州的合法所有者和枪支俱乐部强烈的批评和抗议。

## 批评
一些媒体对ATF提出了批评，甚至呼吁废除该机构。
ATF还因涉及财务腐败而受到批评。2021年，一名告发者向公众透露，ATF向至少94名员工提供了25%的金钱奖金。这个福利被称为执法可用性支付，(law enforcement availability pay)即LEAP，原本只针对“刑事调查员”，他们需要随叫随到，并且预期会工作超出正常计划之外的额外时间。告发者指出，尽管行政官员并非被列为刑事调查员，他们仍然享受到了这个福利。
尽管法律禁止ATF拥有枪支登记册，但批评者指出ATF仍保留一份枪支登记册。批评者认为，通过信息自由法请求获得的文件显示，ATF“违反了各种联邦禁令，正在维护一份数字化、可搜索的中央枪支和枪支所有者登记册”。批评者还指出，在2021财政年度，ATF处理并数字化了5,000,000家在业务上中止的枪商的记录。

## 延伸閱讀
- Moore, Jim.  reprint, illustrated. University of Illinois Press. 2001: 384 [1997]  [May 1, 2009]. ISBN 978-0-252-07025-9. OCLC 123148330. （原始内容存档于2021-03-13）.

## 参閲
- 美國聯邦調查局
- 韋科慘案
- 红宝石山脊事件

## 外部連結
- 菸酒槍炮及爆裂物管理局 （页面存档备份，存于）
- Bureau of Alcohol, Tobacco, Firearms and Explosives （页面存档备份，存于） in the Federal Register
- .   [2018-08-27]. （原始内容存档于1998-01-17）.